# Jurgen Van de Walle
Pour les articles homonymes, voir Van de Walle.
Jurgen Van de Walle, né le 9 février 1977 à Ostende en Belgique, est un coureur cycliste belge. Professionnel de 1999 à 2013, il a notamment été membre des équipes Quick Step et Lotto-Belisol.

## Biographie
Jurgen Van de Walle passe professionnel en 1999 dans l'équipe Palmans-Ideal. Sa carrière se poursuit en 2001 chez Landbouwkrediet-Colnago, avec qui il termine notamment sixième de la Course du Raisin, puis chez Vlaanderen-T-Interim à partir de 2002. Il y réussit quelques performances sur le calendrier français, terminant entre autres sixième de l'Étoile de Bessèges en 2003, puis de Cholet-Pays de Loire en 2004, et cinquième de Paris-Bourges la même année. 
En 2005, il rejoint à nouveau l'équipe Landbouwkrediet-Colnago. Il s'illustre alors sur des parcours plus escarpés, terminant sixième du Tour de Langkawi et cinquième du Tour de l'Algarve. Il parvient alors à rejoindre l'équipe Quick Step, avec laquelle il réalise d'emblée sa meilleure saison, présent tout au long de l'année. Il termine ainsi troisième du Tour du Haut-Var en février, quatrième du Grand Prix du canton d'Argovie et deuxième du ster Elektrotoer en juin et quatrième du Circuit franco-belge en octobre. Les saisons suivantes ne sont cependant pas aussi concluantes, malgré une huitième place sur le Tour de Californie. Il remporte sa première victoire professionnelle à l'occasion de Halle-Ingooigem 2009. Il conserve sa victoire en 2010, en s'imposant en solitaire. En juillet 2010, il s'engage pour les deux saisons suivantes avec l'équipe Omega Pharma-Lotto.

## Palmarès
- 1994
  - 3e du championnat de Belgique du contre-la-montre juniors
- 1995
  -  Champion de Belgique sur route juniors
  - Prologue de la Ster van Zuid-Limburg
  - 2e du championnat de Belgique du contre-la-montre juniors
  - 3e de Liège-La Gleize
- 1997
  - 3e du Grand Prix Criquielion
- 2000
  - 1re étape du Circuito Montañés
- 2003
  - 2e du Tour de Chine
- 2006
  - 3e du Tour du Haut-Var
  - 2e du Ster Elektrotoer
- 2008
  - 1re étape du Tour du Qatar (contre-la-montre par équipes)
- 2009
  - Halle-Ingooigem
- 2010
  - Halle-Ingooigem
  - 3e de la Flèche brabançonne
- 2013
  - 3e de la Ruddervoorde Koerse

## Résultats sur les grands tours

### Tour de France
4 participations
- 2008 : 78e
- 2009 : non partant (3e étape)
- 2010 : 63e
- 2011 : abandon (4e étape)

### Tour d'Italie
3 participations 
- 2004 : abandon (3e étape)
- 2006 : 75e
- 2007 : abandon (14e étape)

### Tour d'Espagne
2 participations 
- 2011 : 127e
- 2013 : abandon (14e étape)

## Classements mondiaux
| Année                  | 2005 | 2006 | 2007 | 2008 | 2009 |
| ---------------------- | ---- | ---- | ---- | ---- | ---- |
| Classement ProTour     |      |      |      | 131e |      |
| Calendrier mondial UCI |      |      |      |      | 211e |
| UCI Europe Tour        | 405e |      |      |      |      |